# Martina Beková
Martina Beková (* 12. července 1962 Praha) je česká archeoložka.

## Život
Martina Beková, rozená Berounská, vystudovala archeologii na FF UK v Praze (1980–85). Kromě roční stáže na fakultě celý svůj profesní život věnuje regionu Orlických hor a Podorlicka jako archeoložka v Muzeu a galerii Orlických hor v Rychnově nad Kněžnou.

## Významné odkryvy
K nejvýznamnějším odkryvům patří záchranný výzkum v Hrošce (zaniklá usedlost z doby před středověkou kolonizací), výzkum původního hradiště v Opočně zmíněného v Kosmově kronice, hradiště a vrcholně středověkého města v Novém Městě nad Metují, výzkumy v cihelně v Kostelci nad Orlicí nebo záchranný výzkum v lokalitě silničního obchvatu kolem města Doudleby nad Orlicí (2021).